# الیکایی دایتو
الیکایی دایتو (نام علمی: Troglodytes troglodytes orii) نام یک زیرگونه منقرض‌شده از گونه الیکایی اوراسیایی است.